# Yayoi Kobayashi
Yayoi Kobayashi (小林 弥生 Kobayashi Yayoi?), född 18 september 1981, är en japansk tidigare fotbollsspelare.
Yayoi Kobayashi spelade 54 landskamper för det japanska landslaget. Hon deltog bland annat i fotbolls-VM 1999, fotbolls-VM 2003 och OS 2004.